# Philippe Poupon
Pour les articles homonymes, voir Poupon.
Philippe Poupon, né le 23 octobre 1954 à Quimper, est un navigateur français.

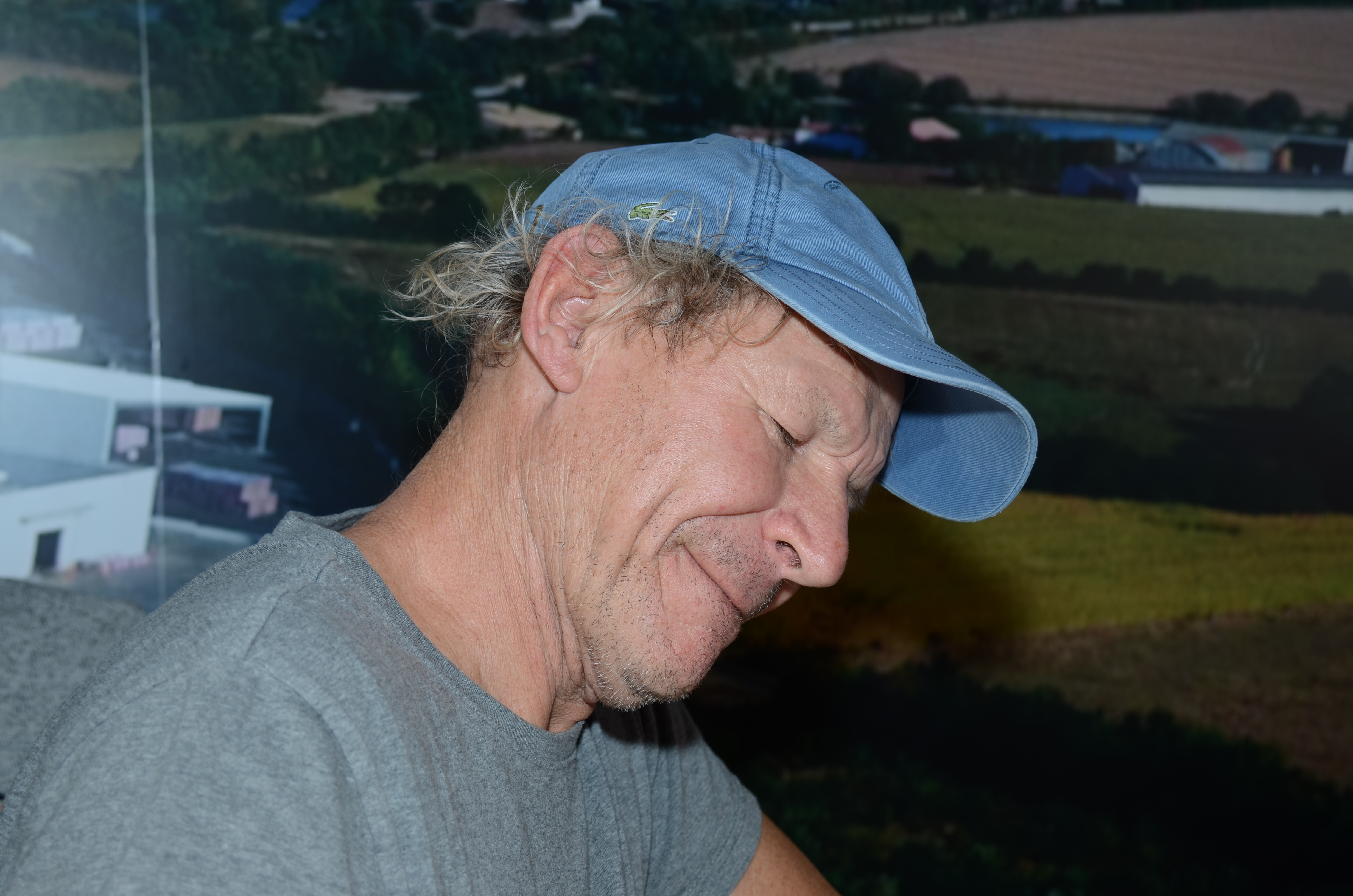
Philippe Poupon au Vendée Globe 2016-2017.

## Biographie
Il est marié à Géraldine Danon, avec laquelle il a eu deux filles, Laura et Marion. Il a eu deux autres filles, Nina et Morgane. Il fait partie des équipiers d'Éric Tabarly sur Pen Duick VI, notamment lors de la Whitbread 1977-1978. C'est l'un des navigateurs les plus titrés avec trois fois la Solitaire du Figaro à son palmarès, vainqueur de l'Ostar, de la Route du Rhum, de la Route de la découverte, du record de l'Atlantique nord, champion du Monde des skippers.
Selon Serge Madec, son concurrent fréquent sur des grands multicoques des années 1980/1990, « Philippe Poupon a toujours gagné ses transats en les passant à la table à cartes. On disait qu'il arrivait en fin de Route du Rhum aussi pâle qu'au départ. Il prouve qu'il sait toujours aussi bien faire en la matière. » (1996).

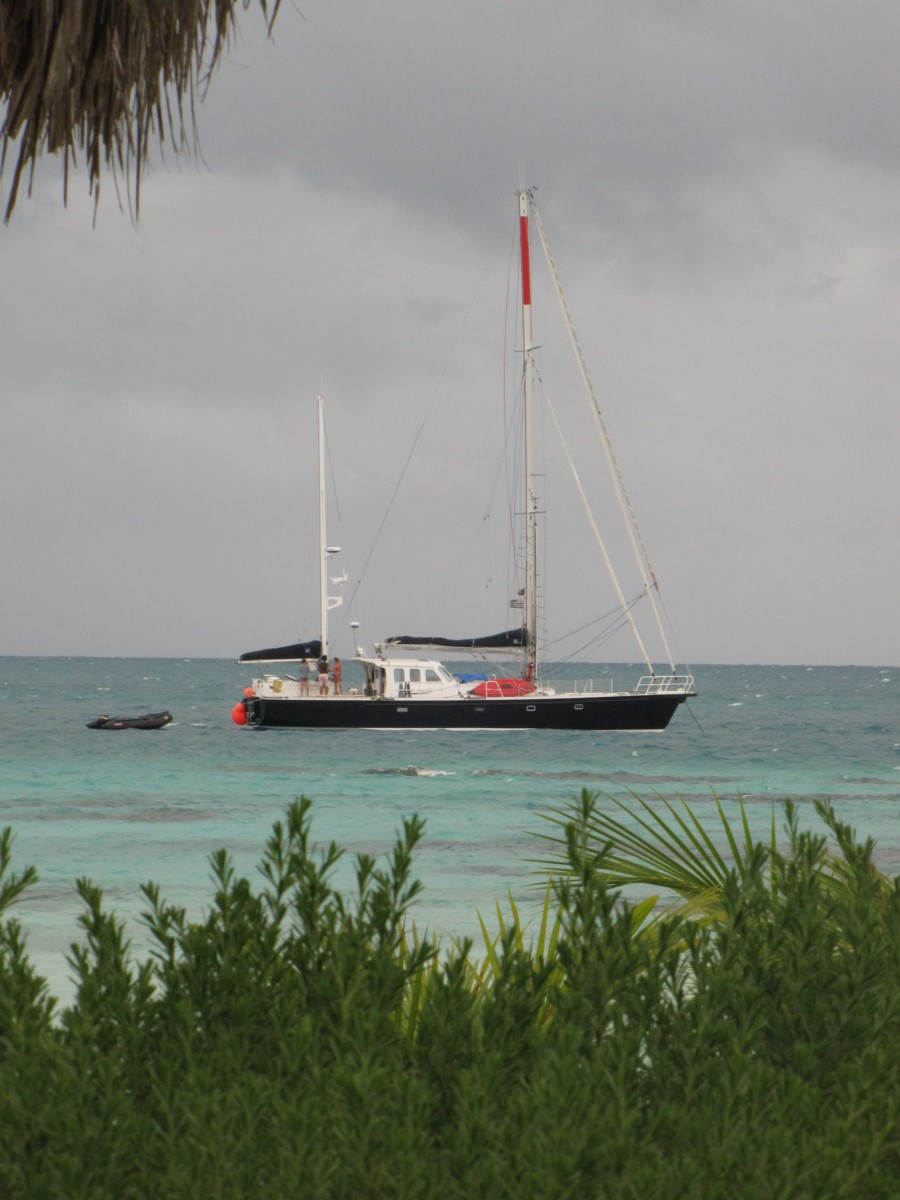
Fleur Australe en escale à Tikehau en 2010.

Depuis 2009, il embarque en famille sur leur bateau Fleur Australe pour des expéditions dont le but est de sensibiliser le public à la protection des océans. En dix ans, ils réalisent plus de vingt reportages diffusés sur TF1 et la chaîne Voyage. Ils publient aussi des livres texte et photo.

## Distinction
- Chevalier de l'ordre du Mérite maritime (1989)[3]

## Palmarès
- 2022 : 7e sur 17 en catégorie Rhum Multi de la Route du Rhum - Destination Guadeloupe sur Flo en 18 j 19 h 3 min 37 s, en préalable au film Flo en hommage à Florence Arthaud ; 81e au classement général sur 138 inscrits[4]

- 1995 : vainqueur de la Solitaire du Figaro
- 1993 : 3e du Vendée Globe sur Fleury-Michon X en 117 jours, 3 heures, 34 minutes et 24 secondes
- 1991 : 2e Lorient St Barth en catégorie monocoque sur Fleury-Michon X, en 10 jours et 21 heures[5]
- 1990 : 2e de la Route du Rhum sur Fleury-Michon IX en 14 jours, 18 heures, 39 minutes et 36 secondes
- 1989 : abandon au Vendée Globe, chavirage de Fleury-Michon X
- 1988 : vainqueur de la Transat anglaise sur le ORMA Fleury-Michon IX en 10 jours 9 heures et 15 mininutes
- 1987 : record de la traversée de l'Atlantique d'Ouest en Est sur le trimaran Fleury Michon VIII, en 7 jours 12 heures 49 minutes et 34 secondes
- 1986 : vainqueur de la Route du Rhum sur Fleury Michon VIII, en 14 jours 15 heures 57 minutes et 15 secondes[6]
- 1985 : vainqueur de la Solitaire du Figaro
- 1984 :
  - 3e de la Transat Québec-Saint-Malo sur multicoque Fleury-Michon en 9 jours 15 heures et 59 minutes
  - 2e de la Transat anglaise en 16 jours 11 heures et 55 minutes
- 1983 : 2e de la Solitaire du Figaro
- 1982 : vainqueur de la Solitaire du Figaro sur GibSea+4
- 1981 : 6e de la Solitaire du Figaro
- 1980 : 3e de la Solitaire du Figaro